# Kolona-Mejova, Mejova
Kolona-Mejova (în ucraineană Колона-Межова) este un sat în comuna Raipole din raionul Mejova, regiunea Dnipropetrovsk, Ucraina.

## Demografie
Componența lingvistică a localității Kolona-Mejova
     Ucraineană (89,69%)
     Rusă (9,54%)
     Alte limbi (0,76%)
Conform recensământului din 2001, majoritatea populației localității Kolona-Mejova era vorbitoare de ucraineană (89,69%), existând în minoritate și vorbitori de rusă (9,54%).